# Alberto Vanasco
Alberto Vanasco (Buenos Aires, 18 de enero de 1925-ibidem, 11 de mayo de 1993) fue un escritor argentino que formó parte de la vanguardia literaria argentina de los años 50. El escritor Sergio Olguín llamó a su novela Nueva York Nueva York (1969) «una de las mejores novelas argentinas del siglo XX».

## Biografía
Alberto Vanasco nació el 18 de enero de 1925 en Buenos Aires, Argentina. Fue el segundo de cuatro hermanos. Su entorno fue duramente castigado por la crisis del 30. Su padre perdió el puesto de gerente del Banco Municipal y debió trasladarse a San Juan , a una finca perteneciente a su abuelo materno. Allí inició sus estudios primarios.  En 1934 su familia regresó a instalarse en los alrededores de Buenos Aires. Las sucesivas mudanzas y los cambios de residencia entre el campo y la ciudad, junto con los problemas económicos clásicos de la época, dejaran una marca imborrable en la personalidad del autor, que se verá reflejada más tarde en su obra. Tempranamente tuvo contacto con la literatura inglesa, francesa, rusa y española.
Durante sus años en el Colegio Nacional de Buenos Aires comenzó su interés por la literatura y en estos años tomará la decisión de ser escritor.  A los diecisiete años y gracias a la ayuda económica de una tía, publicó su primera novela Justo en la cruz del camino. Tras la muerte de su padre, ocurrida en 1944, ejerció distintos trabajos: en la Corporación de Transportes, en Tribunales, como profesor de matemática, traductor, remisero, periodista, todas ocupaciones que le daban la libertad necesaria para poder dedicarse a las cosas que le interesaban. Se casó en 1949 con Esther González y unos años más tarde nació su primer hijo, Alberto. Se separó pocos años más tarde. Luego viajó a Nueva York, donde trabajó en la Editorial Crown Publishers.  En 1972 viajó a Europa y se estableció en Barcelona. A su regreso, ya vivirá exclusivamente de sus trabajos literarios y periodísticos, haciendo traducciones y escribiendo esporádicamente guiones para el cine o la televisión. A partir de 1981 comenzará una etapa diferente de su vida, más estable y tranquila. En este año se casó con Alicia Sierra, quien lo acompañará hasta su muerte. De este matrimonio nacieron dos hijas, Victoria y Luz. En sus últimos años también trabajó como Presidente de la Comisión Nacional de Bibliotecas Populares (CONABIP), organismo que dirige todas las bibliotecas populares de Argentina. Murió en Buenos Aires en 1993.

## Trayectoria
Como autor abordó la poesía, la novela, el cuento, el ensayo, la ciencia ficción y el teatro. En el Colegio Nacional de Buenos Aires comenzó su entrañable amistad con Mario Trejo con quien funda en 1946 el HIGO Club, un movimiento de agitación cultural que promueve, ya en esa época, una suerte de happenings (exhibiciones de pintura y escultura que duraban pocos minutos y eran acompañadas de lecturas de poemas en pleno centro de Buenos Aires, 1946-47).
Se relaciona enseguida con los surrealistas y el grupo Poesía de Buenos Aires, del cual forma parte junto con Edgar Bayley, Raúl Gustavo Aguirre y Paco Urondo. Entre sus amigos estaban también Francisco Madariaga, Miguel Brascó, Enrique Molina y Noe Jitrik. 
Fue un innovador en todos los géneros. Experimentó con el lenguaje basándose exclusivamente en la explotación de la imagen y el contacto con la realidad. En su novela Sin embargo Juan vivía, de 1947, anticipó los logros formales que años más tarde serían atribuidos al neobjetivismo francés y antes que Michel Butor, usó la segunda persona y el tiempo verbal futuro, rompiendo con las apoyaturas formales acostumbradas. 
Su obra de teatro No hay piedad para Hamlet, escrita con Mario Trejo, recibió el Premio Municipal de Buenos Aires y el Premio Nacional Florencio Sánchez (1957). Dirigió, junto con Paco Urondo, la revista Zona y participó activamente de las revistas Macedonio y Letra y Línea. Como autor de ciencia ficción, un género poco desarrollado en la Argentina, publicó, en colaboración con Eduardo Goligorsky, Memorias del futuro, que tuvo varias reediciones, y Adiós al mañana. Su novela Nueva York, Nueva York, de 1967, juega con el tiempo, ya que está narrada en sentido contrario al transcurso temporal. Su obra poética muestra una intención innovadora y superadora de la tradición martinfierrista que se da a partir de su amistad con Bayley, por medio del cual se relaciona con los principios de la revista Arturo. Muy interesado en la filosofía, se dedicó a estudiar la obra de Hegel, autor que, según sus palabras, le proporcionó respuestas. En 1973 publicó Vida y obra de Hegel y en 1992 Tres ensayos sobre una filosofía de nuestro tiempo. Recibió el Premio Konex en la disciplina Ciencia Ficción en el año 1984. Su novela Al sur del Río Grande ganó el Premio Municipal en el año 1987. En el año 1987 la Fundación Argentina para la Poesía le otorgó el Gran Premio de Honor.

## Obra

### Novelas
- Justo en la cruz del camino (1943)
- Sin embargo Juan vivía (1947)
- Para ellos la eternidad (1957)
- Los muchos que no viven (1964)
- Nueva York Nueva York (1967)
- Otros verán el mar (1977)
- Al Sur de Río Grande (1987)

### Cuentos
- Memorias del futuro (1966, en colaboración con Eduardo Goligorsky)
- Adiós al mañana (1967, en colaboración con Eduardo Goligorsky)
- Memorias del futuro (1976)
- Nuevas memorias del futuro (1977)
- Los años infames (1983)

### Poesía
- 24 sonetos absolutos y dos intrascendentes (1945, reeditado en 1971 con el título Sonetos)
- Cuartetos y tercetos Definitivos (1947)
- Ella en general (1954)
- Canto rodado (1962)

### Ensayo
- Vida y obra de Hegel (1973)
- Carta a mis hijas (1991)
- Tres ensayos sobre una filosofía de nuestro tiempo (1992)

### Teatro
- No hay piedad para Hamlet (1957, escrito en colaboración con Mario Trejo)